# Teatro San Carlino
Il teatro San Carlino è stato un teatro di Napoli, sito nel quartiere di San Giuseppe Maggiore.

## Storia

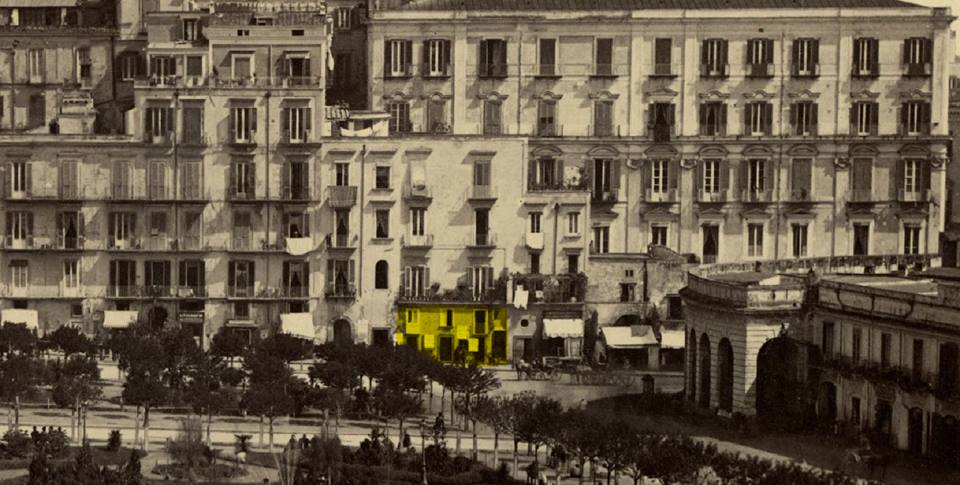
Piazza Municipio. Il Teatro San Carlino (in giallo)

ll San Carlino fu costruito nel 1740 per volere di un certo Gennaro Brancaccio, che gli diede il nome di San Carlino in contrapposizione con il Teatro di San Carlo. Fu edificato prima in legno, accanto alla chiesa di San Giacomo, presso il Municipio, poi ricostruito nel 1770, con licenza di Ferdinando IV di Borbone, da Tommaso Tomeo, su progetto dell'architetto Filippo Fasulo.

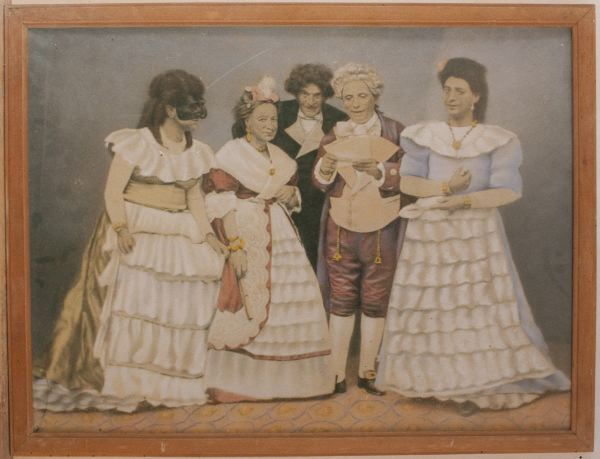
Gruppo di attori del Teatro San Carlino in costume di scena (prima metà XIX sec.)

Il suo palcoscenico fu il luogo per eccellenza delle "pulcinellate", le rappresentazioni sceniche con protagonista la maschera di Pulcinella. I primi Pulcinella di questo teatro furono Francesco Barese (del quale Francesco Saverio Bartoli nelle sue Notizie istoriche dei comici italiani scrive che fu un grazioso Pulcinella, che recitò a lungo con successo nei teatri napoletani), Domenico Antonio Di Fiore e Vincenzo Cammarano, detto Giancola, siciliano di nascita.
Dopo la morte di Domenico Antonio Di Fiori, il teatro attraversò un periodo di crisi e nel 1759 ne fu ordinata la demolizione. Nel 1770 Tommaso Tomeo, che gestiva dal 1720 un popolare teatrino seminterrato, la Cantina, chiese e ottenne da re Ferdinando di aprire un nuovo teatro per recitarvi "commedie premeditate" sottoposte preventivamente alla revisione delle autorità. Il teatro fu costruito abbattendo pavimenti e pareti divisorie di alcuni bassi che la famiglia Tomeo possedeva in piazza del Castello: ne risultò un'esigua platea limitata da due file di palchi, la seconda delle quali si trovava a livello della strada. 
La prima compagnia era formata da Onofrio Mazza (che era solito recitare la parte dell'innamorato nel vecchio Teatro San Carlino), Vincenzo Cammarano, Vincenzo de Romanis, Gennaro Arienzo, Giuseppe Teperino, Baldassarre Martorini, Teresa Martorini; a questi si aggiunsero qualche anno dopo anche Francesco Coscia, Ludovico Giussani e Giuseppe de Falco.
 

Di passaggio a Napoli, il compositore e storico della musica Charles Burney assistette ad una recita del San Carlino. E, sotto la data di sabato 2 novembre 1770, annotò nel suo diario: 
( Charles Burney, De l'état présent de la Musique, I, Génes, Giossi, 1809,  p. 290.)
Tomeo, che fu impresario sino al 1801, anno in cui morì, fu spesso costretto a chiudere i battenti e a trasferirsi altrove per sbarcare il lunario con i suoi comici. Salvatore Di Giacomo trovò negli archivi napoletani un discreto numero di suppliche con le quali Tommaso Tomeo invocava dal re qualche sussidio. Alla morte di Tomeo, nel 1801, la gestione passò nelle mani del figlio Salvatore, che prese come socio il notaio Pietro da Roma ed organizzò la nuova compagnia stabile con Vincenzo Cammarano. Nel 1809, quando Cammarano morì, fu sostituito dal figlio Filippo.
Ferdinando IV frequentava le rappresentazioni pomeridiane del San Carlino e si compiaceva di dialogare in napoletano col Pulcinella Vincenzo Cammarano. Più tardi, mezzo secolo dopo, la compagna del San Carlino recitò dinanzi a Vittorio Emanuele II. Pulcinella era allora Antonio Petito: la commedia e la farsa prescelte furono Le metamorfosi de Pulicenella e Pulicenella miedeco a forza de bastonate. 
Quanto al repertorio, ai drammi di Francesco Cerlone si sostituivano le commedie di Filippo Cammarano – tentativi di creare un teatro di costume napoletano –, e queste si alternavano con le traduzioni di commedie goldoniane, per cedere poi il passo ai vaudeville di Nicola Tauro e alle parodie di Pasquale Altavilla.
Nel 1822 il nuovo impresario Silvio Maria Luzi sostituì il pulcinella del momento, Gaspare De Cenzo (che fu scritturato dal Teatro Partenope), con Salvatore Petito. Già ballerino del Teatro di San Carlo e partigiano poi di Gioacchino Murat, fu questi un Pulcinella molto popolare.
Una nuova crisi fu determinata dai moti del 1848. Il 12 aprile 1852 il vecchio Petito, oramai stanco e malato, presentò al pubblico fedele suo figlio Antonio quale successore nella maschera di Pulcinella. Antonio calcò il palcoscenico del San Carlino fino al 24 marzo 1876 quando morì, colpito da apoplessia, mentre recitava il terzo atto della commedia La dama bianca di Giacomo Marulli.

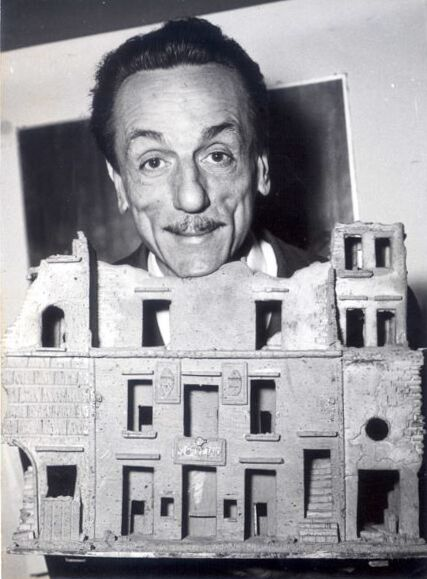
Eduardo De Filippo e il modellino del San Carlino

Nel 1868 il nuovo impresario Salvatore Mormone scritturò il giovane Eduardo Scarpetta. Alla morte di Petito il teatro attraversò una fase critica, fino al 1880 quando Scarpetta ottenne un prestito di 5.000 lire dall'avvocato Severo e, grazie alla sua tenacia, riuscì a riaprirlo e rinnovarlo; vi debuttò il 1º settembre con la commedia Presentazione di una Compagnia Comica. Scarpetta divenne il nuovo gestore del teatro e ottenne la notorietà con il personaggio di Felice Sciosciammocca (Don Felice Sciosciammocca, mariuolo de 'na pizza).
Il 6 maggio 1884 la demolizione degli isolati sul lato destro di piazza Municipio, tra la strada dei Guantai Nuovi e via Medina davanti al palazzo Sirignano, causò la perdita del San Carlino.
Il San Carlino fu il primo teatro italiano in cui fu applicato un sistema di illuminazione a gas, contemporaneamente a Parigi e con circa dieci anni di anticipo sul Teatro La Fenice di Venezia.
Nella sezione teatrale del Museo nazionale di San Martino a Napoli sono custoditi disegni, stampe, fotografie a colori di attori, impresari e commediografi insieme al plastico del Teatro San Carlino in demolizione. Nel 1899 fu acquisito il modello al vero della scena del San Carlino con i relativi personaggi nell'atto di eseguire una commedia popolare, realizzato per la Mostra d'arte drammatica nell'ambito dell'Esposizione generale italiana del 1898.

## Prime assolute
(elenco parziale)
- Gl'Inglesi in America, o sia il Selvaggio di Francesco Cerlone, compagnia della Cantina (1764)
- I quadri plastici viventi dint' a casa 'e D. Lesena Scajenza di Antonio Petito, 14 maggio 1870.
- Pulcinella vedovo e disgraziato, padre severo di una figlia nubile, con Felice Sciosciammocca creduto guaglione e n'anno di Antonio Petito (maggio 1871)
- No diavolo nquacchiato a li tiempe de li cunte de Gnoravava di Antonio Petito, 6 marzo 1875.
- L'amico 'e papà di Eduardo Scarpetta, 11 settembre 1881.
- 'Na capa sciacqua di Eduardo Scarpetta, 1º marzo 1884.

## Riferimenti culturali
- Carosello napoletano, commedia musicale di Ettore Giannini (1950)
- Un turco napoletano, regia di Mario Mattoli (1953)
- San Carlino 1900... e tanti, versione teleteatrale di Pericolosamente, regia di Vieri Bigazzi, Programma Nazionale, 30 giugno 1956.
- Ferdinando Iº re di Napoli, regia di Gianni Franciolini (1959)
- Antonio Petito, artista comico, regia di Gennaro Magliulo – miniserie TV (1982)